# Georg John
Georg John, né Georg Jacobsohn à Schmiegel (près de Posen) le 23 juillet 1879 et mort dans le ghetto de Łódź le 18 novembre 1941, est un acteur allemand.

## Biographie
Georg John commence sa carrière vers 1900 sur de petites scènes et au théâtre ambulant. En 1904, il est engagé au théâtre de Wilhelmshaven, joue à Stolp en 1905, puis à Altona, Mülheim an der Ruhr, Bochum et Göttingen. En 1914, il est acteur et metteur en scène au Vaterländische Schauspiele à Vienne.
En 1917, Georg John apparaît dans des films muets, jouant un moine tibétain dans Der Fremde et la Mort dans Hilde Warren et la Mort (Hilde Warren und der Tod). Ces rôles sont typiques de ceux qu'il préférait jouer, même si à ses débuts il a joué le plus souvent des rôles de père, de mari ou de dignitaire. Au début des années 1920, John joue dans des films de cinéastes allemands notables, où il interprète principalement des personnages bizarres, comme en 1921 le mendiant dans Les Trois Lumières (Der müde Tod) de Fritz Lang ou le vendeur aveugle de ballons qui identifie le meurtrier grâce à une chanson sifflée dans M le maudit, le film de 1931 réalisé également par Fritz Lang. En 1924, pour Friedrich Wilhelm Murnau, il interprète un veilleur de nuit dans Le Dernier des hommes.
Classifié par les nazis comme un Volljude (de) (Juif intégral), il est exclu immédiatement après leur prise du pouvoir en 1933 de la scène culturelle allemande et ne reçoit plus aucun engagement au cinéma à partir du printemps 1933. Les nazis interdisant aux Juifs l'emploi de noms d'artiste, il reprend donc son nom de naissance de Georg Jacobsohn et, sous l'égide de la Fédération culturelle des juifs allemands (de) (Kulturbund Deutscher Juden), il monte encore sur scène jusqu'à la dissolution de la fédération le 11 septembre 1941. Sa dernière apparition en public a été dans Spiel im Schloß, la pièce de 1921 du Hongrois Ferenc Molnár. Presque aussitôt Georg John est déporté au ghetto de Łódź où il meurt le 18 novembre 1941 dans des circonstances inexpliquées, à l'âge de 62 ans.

## Filmographie partielle
- 1917 : Der Fremde : le moine tibétain
- 1917 : Hilde Warren et la Mort de Joe May : la Mort
- 1919 : Les Araignées de Fritz Lang
- 1919 : Der Knabe in Blau ou Der Todessmaragd (en français : Le Cavalier bleu) de F.W. Murnau
- 1919 : Harakiri de Fritz Lang
- 1919 : Phantome des Lebens de Josef Coenen (de)
- 1921 : Le Tombeau hindou de Joe May
- 1921 : Lady Hamilton de Richard Oswald
- 1921 : Die Fremde aus der Elstergasse d'Alfred Tostary (de)
- 1921 : Les Trois Lumières de Fritz Lang
- 1923 : Destin de femme de Guido Parisch
- 1924 : Les Nibelungen de Fritz Lang
- 1924 : Le Dernier des hommes de Friedrich Wilhelm Murnau
- 1925 : Variétés de Ewald André Dupont
- 1927 : Au bout du monde de Karl Grune
- 1927 : Les Tisserands de Friedrich Zelnik
- 1927 : Petronella de Hanns Schwarz
- 1928 : Luther – Ein Film der deutschen Reformation de Hans Kyser
- 1928 : Volga ! Volga ! de Victor Tourjansky
- 1932 : Nous les mères de Fritz Wendhausen
- 1933 : Le Testament du docteur Mabuse de Fritz Lang